# Sofinco
 (janvier 2015).
Sofinco est une marque commerciale de Crédit agricole Consumer Finance, filiale de Crédit agricole S.A., spécialisée dans le crédit à la consommation et services associés.

## Historique
La société Sofinco (Société de financement industriel et commercial), est créée en 1951 sous le parrainage de la Compagnie financière de Suez, avec pour objectif de développer la consommation après la Seconde Guerre mondiale. En 1998, la société est revendue.
La société s’internationalise en s’installant d’abord au Maroc et en Italie (1988), puis au Portugal (1996), en Allemagne et en Hongrie (1998) et les années suivantes dans une dizaine d’autres pays principalement européens.
En 1993, elle signe un accord avec le groupe Crédit agricole, pour être finalement racheté par ce dernier en 1999, abandonnant alors son statut de banque.
En 2000, elle signe un accord avec le Crédit lyonnais, puis en 2004 dans le cadre du rachat par le Crédit agricole du Crédit lyonnais, Sofinco absorbe Finalion, la filiale spécialisée dans le crédit à la consommation de ce dernier. 
En 2006, elle a créé à parts égales avec Fiat, la société Fiat Group Automobiles Financial Services. Cette dernière devient FGA Capital, avec l’extension du partenariat avec Jaguar Land Rover, Chrysler, et Jeep. 
En 2007, l'entreprise comparait pour publicité mensongère sur une offre intégrant une carte bleue. 
En 2008, elle a également créé Forso Nordic avec Ford. Toujours en 2008, avec Renault, Total et Fiat, elle lance les premières cartes bancaires co-brandées en France. La même année elle rachète FIA-NET, une société de tiers de confiance dans le commerce en ligne.
Sofinco fusionne en 2010 avec Finaref, l’autre filiale de crédit à la consommation du groupe Crédit agricole pour créer Crédit agricole Consumer Finance. Sofinco et Finaref deviennent alors des marques commerciale de Crédit agricole Consumer Finance.
En 2013, la marque Finaref disparaît au profit de Sofinco, devenant la seule marque commerciale de CA Consumer Finance.
En 2017, Sofinco devient partenaire du Tournoi des 6 Stations 2017.
Fin 2024, Sofinco est victime d'une cyberattaque ayant eu pour conséquence une fuite de données,.

## Activités: services de crédits et prêts
La marque est spécialisée dans plusieurs domaines :
- Vente directe par téléphone, internet ou réseau d’agence (vingtaine en France)
- Financement sur le lieu de vente pour les équipements de la maison
- Commerce en ligne : module de financement pour les sites internet.
- Publicité via courriel, spot TV et radio.
- Assurances

## Rachat de crédit
Crédit agricole Consumer Finance propose aux particuliers via sa marque Sofinco, du rachat de crédits. Cette offre permet de rassembler tous ses crédits en un, avec une mensualité et un interlocuteur unique. Sofinco a fait le choix de limiter son offre à 100 000 €, hors prêts immobiliers. Crédit agricole Consumer Finance propose également des rachats de crédit immobilier via son produit destiné au courtage : Créditlift. Son offre, sur les produits de cette gamme, s’étend de 5 000 € à 400 000 €.